# Palazzo Bertini
A Palazzo Bertini egykori nemesi palota Ragusában. A 16. század végén épült Salvatore Floridia megbízásából Ragusa Superiore városrész főutcája mentén (korábban Via Maestra, ma Corso Italia). Egyike az első épületeknek, amelyek az 1693-as pusztító erejű földrengés után felépültek. A 18. század második felében a Bertini család vásárolta meg, innen származik mai megnevezése is. Az épület egy részét az 1847-es városrendezési munkálatok során elbontották. Eredetileg a mai félemelet volt az utca szintjén. A mai földszintet az egykori pincékből alakították ki. Az épület különlegessége éppen ebből az átépítésből adódik, a földszinti helyiségek mennyezetét boltívek tartják a szokásos oszlopok helyett. A boltívek tartóoszlopait faragott maszkok díszítik, amelyek a barokk hagyományokat követve a kor fő embertípusait ábrázolják kifigurázva: a koldust, a nemest és a keleti embert. A főbejárat az épület oldalán helyezkedik el. Két hatalmas oszlop fogja közre, amelyek egy hullámos vonalú erkélyt tartanak. Az erkélyt virágmotívumos faragások díszítik. Az erkélyrács kovácsolt vasból készült szintén virágmotívumokkal díszítve. A bejárati portál mögött egy átrium áll, ahonnan egy feketés színű lépcsősor visz fel a piano nobile szintjére. A lépcsők a környéken bányászott bitumenes kőzetekből készültek, ezért fekete a színük.